# بنغ أباد (باقران)
بنغ أباد (بالفارسية: بنگ‌آباد) هي مستوطنة تقع في إيران في قسم باقران الريفي.